# Temple Ngoc Son
Le temple  Ngọc Sơn (vietnamien : Đền Ngọc Sơn), signifiant temple de la montagne de jade, est un sanctuaire situé sur le Lac Hoan Kiem (lac de l'épée restituée) dans le centre d'Hanoi au Viêt Nam. Construit sur l'îlot de Jade, ce temple est dédié à des génies confucianistes et taoïstes, ainsi qu'au héros national Trần Hưng Đạo.

## Histoire
L'accès au temple Ngọc Sơn se fait par une passerelle en bois rouge laquée, cintrée, et restaurée en 1887 (The Huc : pont où repose le soleil levant). Appelée jadis « île de Jade » par les Annamites, la porte du temple porte sur le fronton les inscriptions « Pour qui connaît par l'étude les origines et sait les raisons des choses antiques, la splendeur de ces lieux est immortelle et infinie, comme l'air et la lumière », et sur les côtés, « Cette voie mène à l'eau et à la montagne, c'est l'entrée des régions merveilleuses ».
En entrant sur la gauche, un petit terre-plein de pierres, est élevé en mémoire d'une victoire militaire remportée par les Annamites vers la fin du XVIIIe siècle. Ce terre-plein est  surmonté d'un obélisque coiffé d'une couverture en forme de pinceau, (en vietnamien Thap But) appelée tour du pinceau, édifié au milieu du XIXe siècle. Plus loin, on franchit le portique de l'écritoire (Daï Nghien) dont les soutiens sont recouverts de préceptes, et de trois mots « Ta Thanh Thien » (qui signifie : écrit sur le ciel). Le pavillon Tran Ba (pavillon d'interception de vagues) et la demeure de possession de la lune (Dac Nguyet).

## Galerie

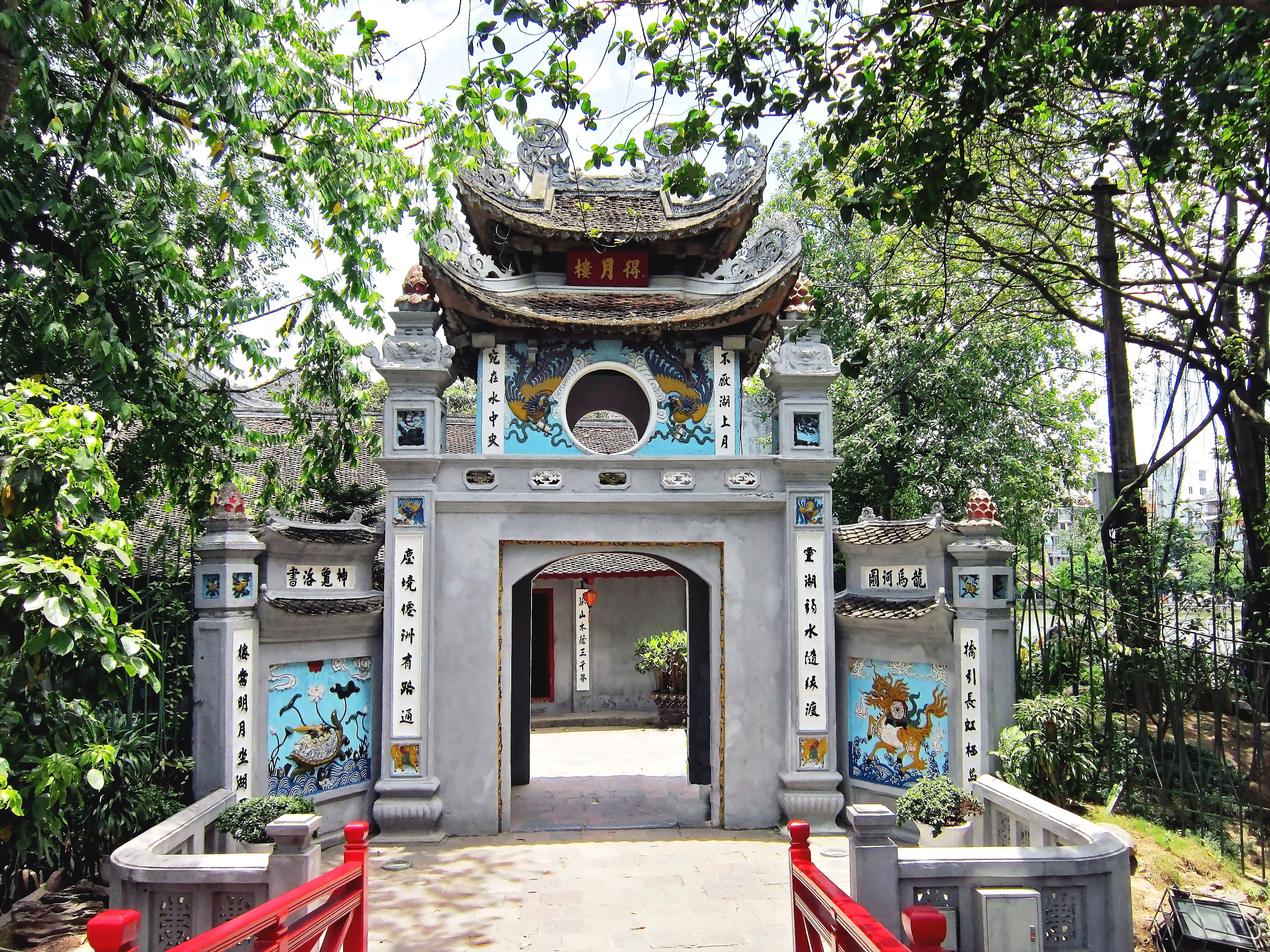
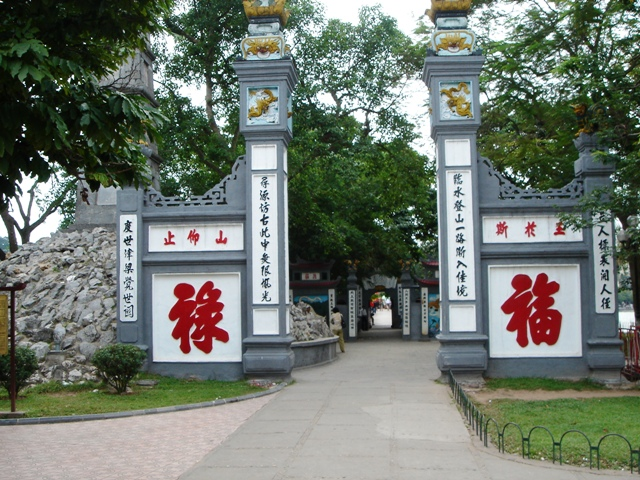
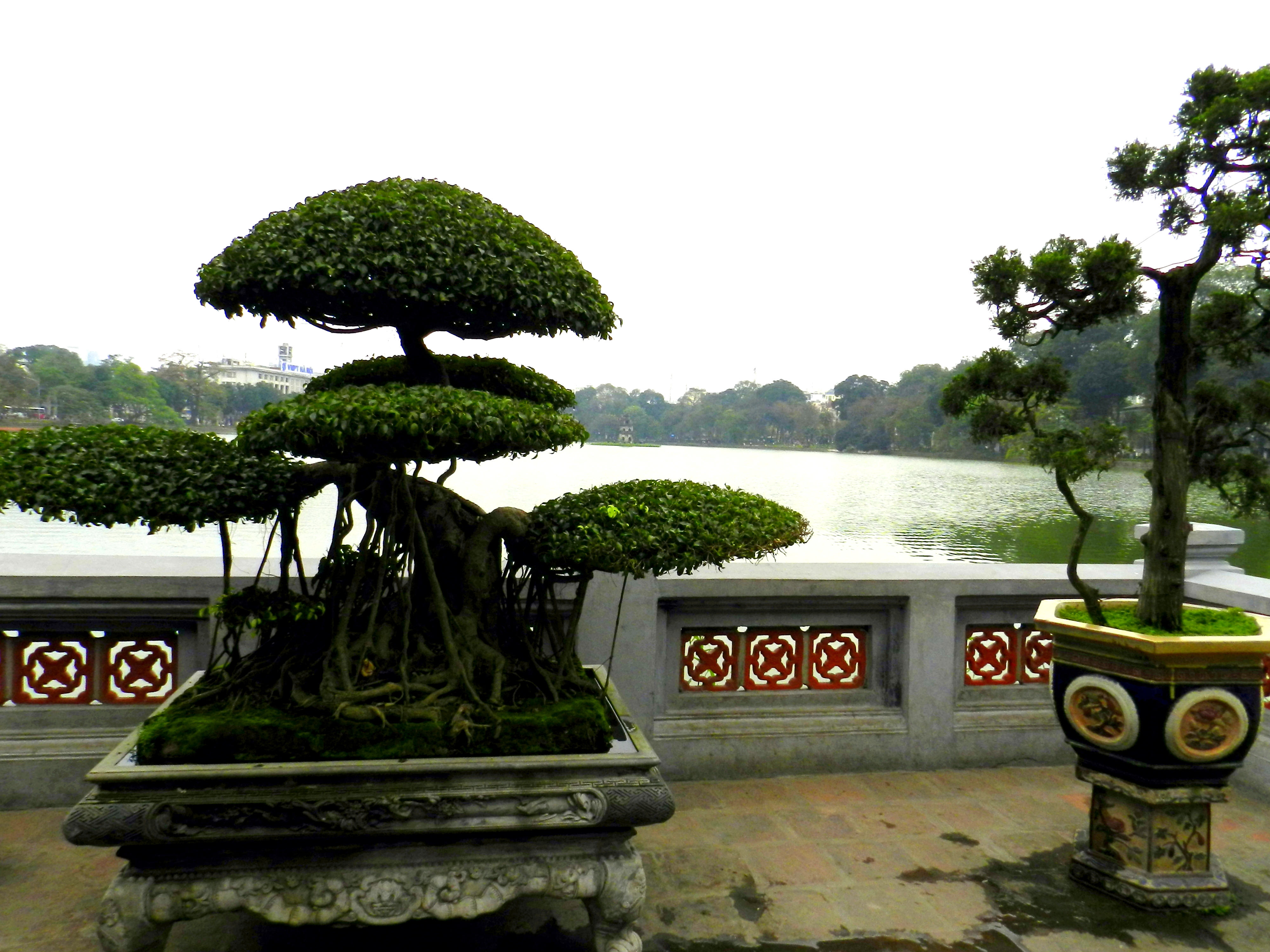
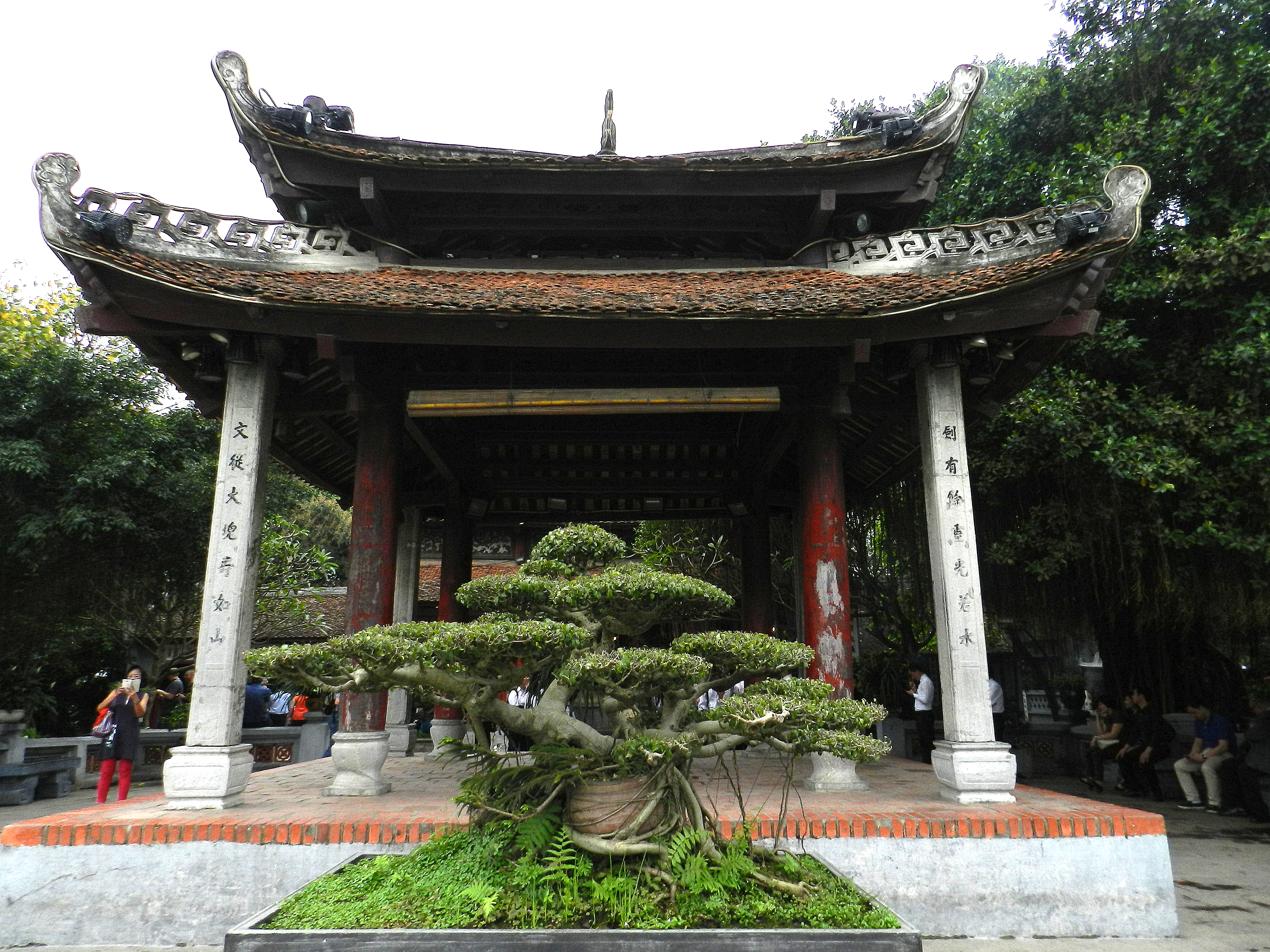
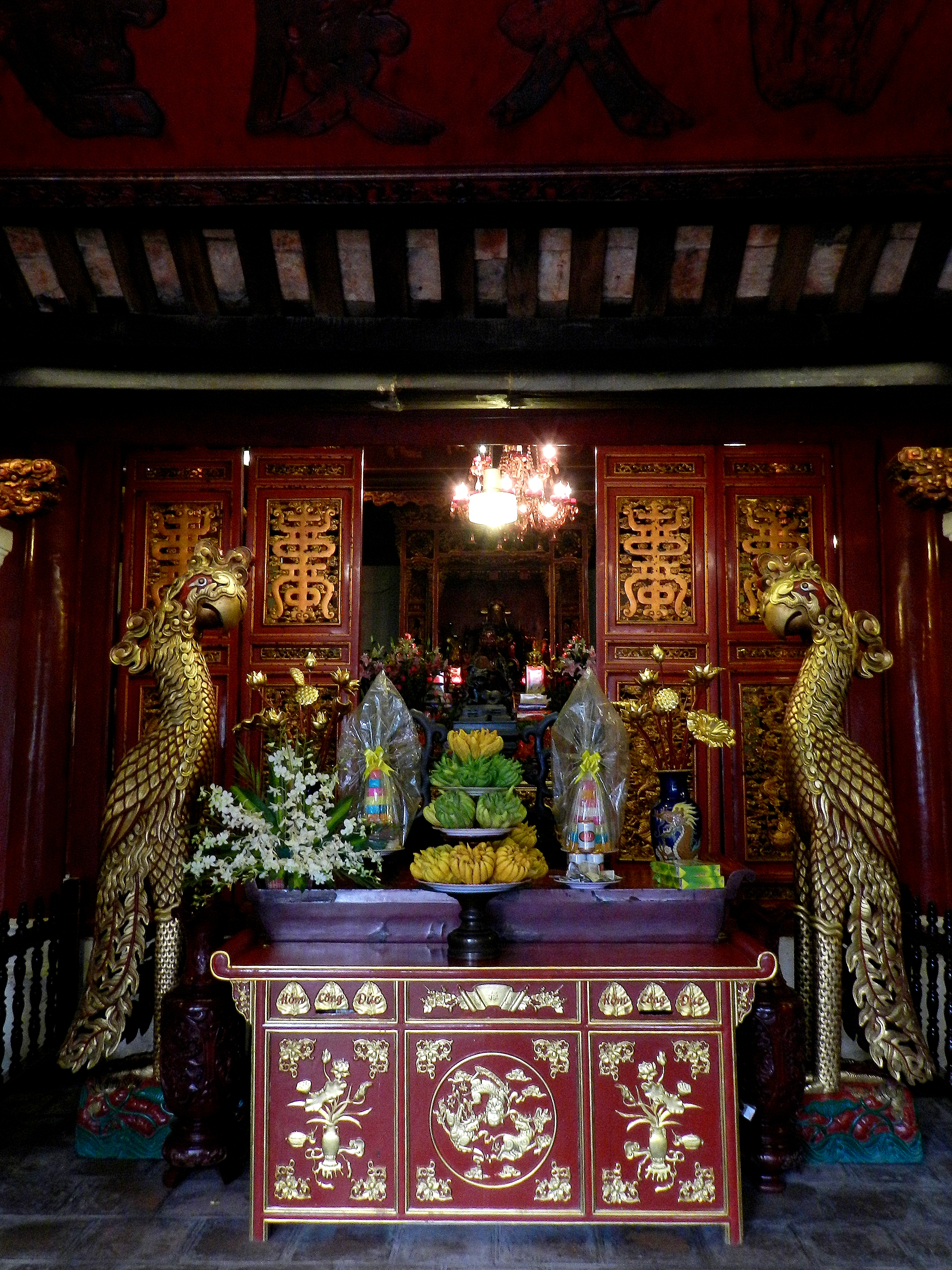
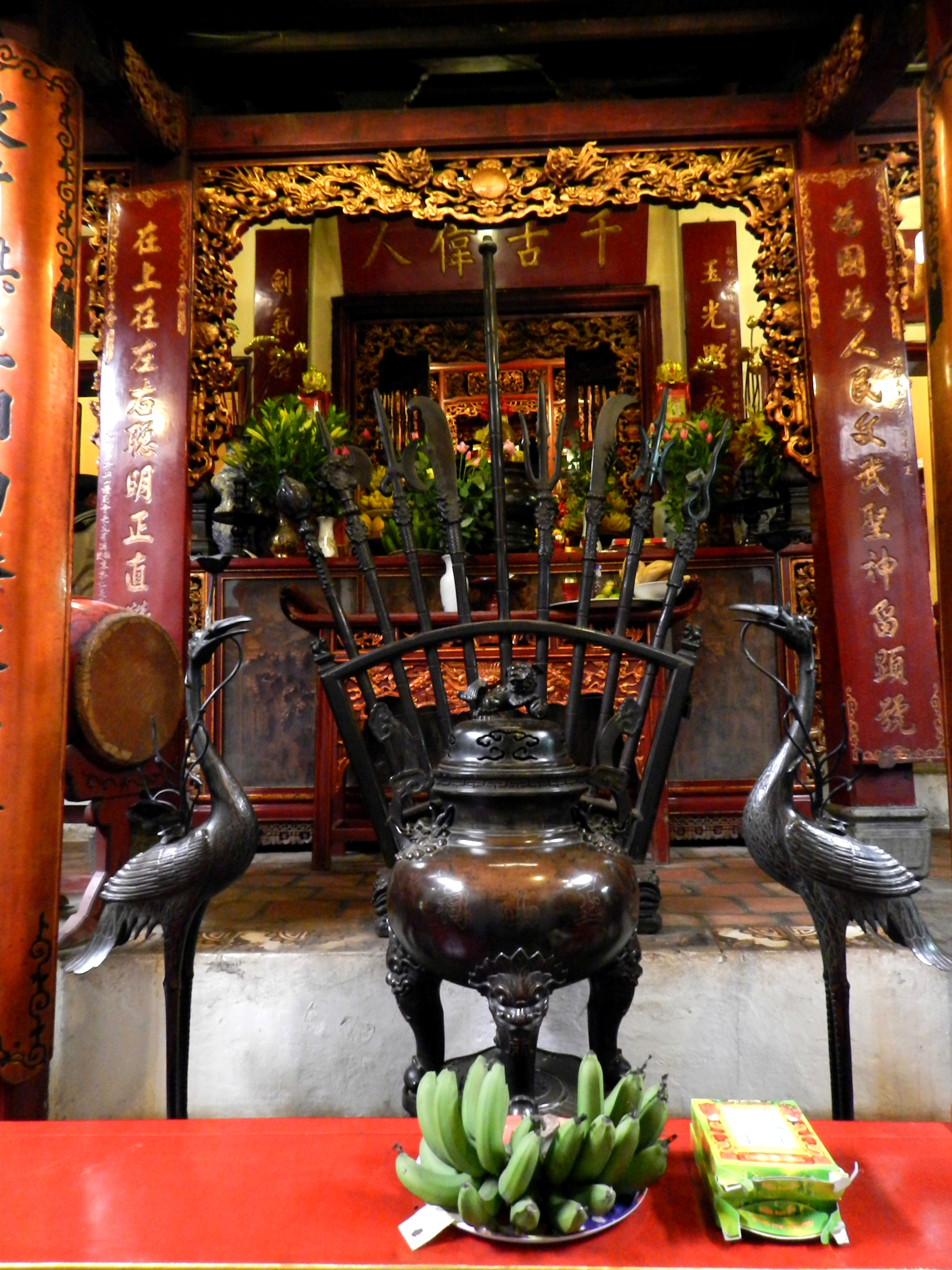
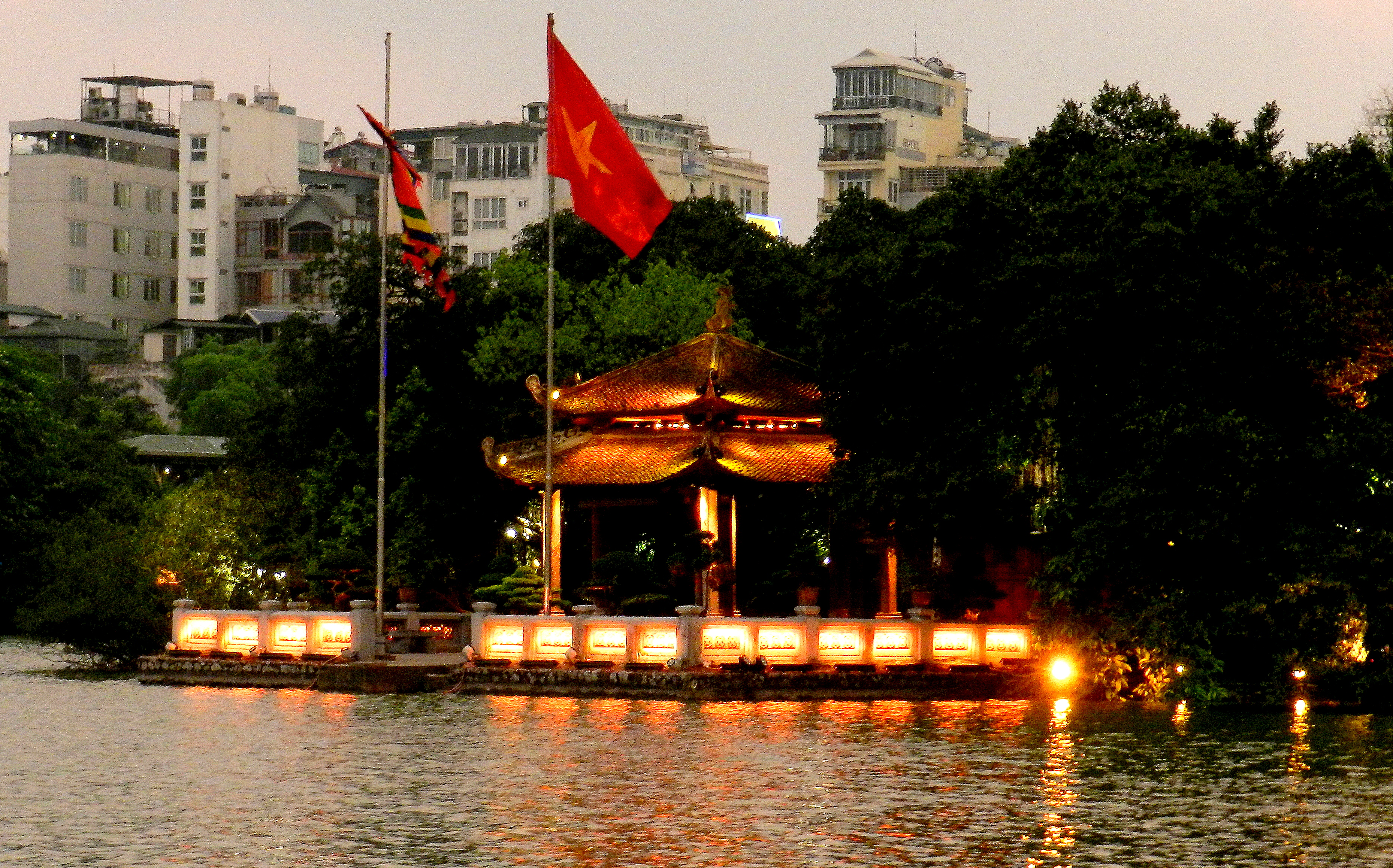